# チャコ文化国立歴史公園
チャコ文化国立歴史公園（チャコぶんかこくりつれきしこうえん、Chaco Culture National Historical Park）は、アメリカ合衆国の国立歴史公園。チャコ文化の登録名でユネスコの世界遺産に登録されている。アメリカ南西部地方で最もプエブロ文化の遺跡が濃密に集中している地域である。

## 概要
チャコ国立歴史公園は、ニューメキシコ州の北西、アルバカーキとファーミングトンの間にある涸れた険しい渓谷の中にある。メキシコ北部にある古代遺跡を含めてチャコ国立歴史公園は、アメリカ合衆国でもっとも魅力的な文化的歴史的遺産のある区域として保存措置がとられている。
チャコ・キャニオンは、紀元後900年から1150年にかけてプエブロ文化の最大の中心地であった。チャコ・キャニオンの人々は、砂岩を切り出し、材木を遠方から運んできて19世紀になるまで北米で最も壮大な建物をもつ15か所の遺跡を築いた。
チャコ・キャニオンで天体観測が行われていたことは、Fajada ButteでみられるSun Dagger（太陽の短刀）などから理解できる。これは、春分、秋分に小さな同心円の中央、夏至に大きな同心円の中央、冬至に同心円の両脇といった決まった位置に短刀のような楔型に日光を映す岩絵が刻まれているものである。チャコ・キャニオンの建物の多くは、何百年、何世代にもわたる天体観測の技術的な蓄積によって、太陽や月の周期が設計に取り込まれてきたのかもしれない。
1130年から始まる50年に及ぶ旱魃という気候の変化によってチャコ・キャニオンの人々は、ほかの場所へ移住してしまい、結果的に彼らが築いたプエブロの集落は放棄されることになった。フォーコーナーズ地方の乾燥した厳しい環境のなかにあるにもかかわらず、チャコ・キャニオンの遺跡群は、旅行者によって傷められるおそれがでてきたことから、公式にFajada Butteは閉鎖されることになった。チャコ・キャニオンの遺跡群は、ホピ族やプエブロ族にとって神聖な先祖の地であって、歴史上の出来事としてのチャコ・キャニオンからの移住やこの地に対する精神的なつながりは、口承伝承によって語り継がれている。公園内の遺跡を保護する活動は、プエブロ族の信仰との葛藤とからんでいるにもかかわらず、民族の遺産を継承する人々は、自分たちの知識を提供し、チャコ・キャニオンの文化遺産に敬意を払うことを国立公園局と分ち合いつつ活動している。

## 地理

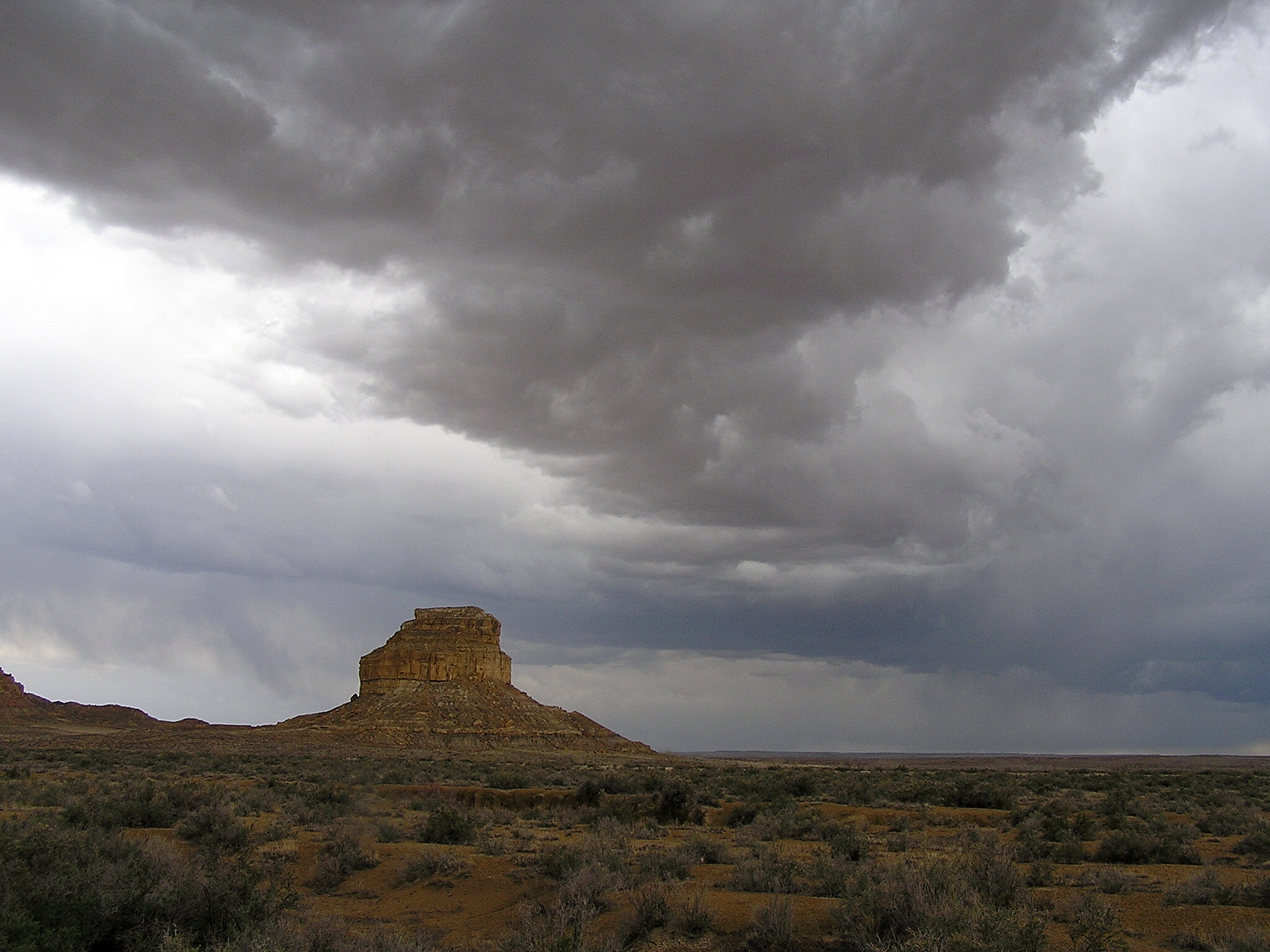
チャコ・キャニオンの南西端付近にあるFajada Butteと Fajada 渓谷を襲う夏季の雷雨。Fajada Butteのメサの頂点付近には、大小の同心円状の岩絵があって、岩の隙間から日光がくさび状に照らし、Sun Dagger（太陽の短刀）と呼ばれる。

チャコ・キャニオンは、サン・ファン盆地の中にあり、壮大なコロラド高原上に位置する。チャコ・キャニオンの周りには、西にChuska山地、北にサン・ファン山地、東にサン・ペドロ山地があって囲まれている。古代のチャコ・キャニオンの人々は、うっそうと茂るオーク、ピニョンと呼ばれる松の一種、ポンデローサ松の森林から、木材や食料などの資源を確保していた。
チャコ・キャニオンの渓谷自体は砂丘や周囲に連なる山々の尾根に囲まれ、おおむね北西から南東に流れている。また渓谷の周囲には、頂部がたいらなメサと呼ばれる巨大な岩山が点在している。Rinconsとして知られる南西の崖面は大きく開いている。崖面と崖面の間の地形はろうと状になっていて、風雨にさらされ、浸食のスピードがはやい。
主要なチャコ・キャニオンの集落、たとえば、プエブロ・ボニート、ヌエボ・アルト、キン・クレトソは標高1,890mから1,963mの間に位置する。チャコ・キャニオンの谷底は、二つに分けられ、北東に向かって1kmにつき6mというゆるやかな角度で降っていく。また、ほんのわずかであってひんぱんなものではないが、小川の流れがみられる。
チャコ・キャニオンの最大の帯水層は、非常に深い場所にあるために古代のチャコ・キャニオンの人々がそのような地下水を掘り出すのは不可能であった。ほんの僅かの小さくて浅い所にある地下水から湧き出る泉から水を確保してきた。地表で確保できる水は、一時的な豪雨によっていくつかの小川を流れていく水以外は、事実上皆無に等しい。

## 気候

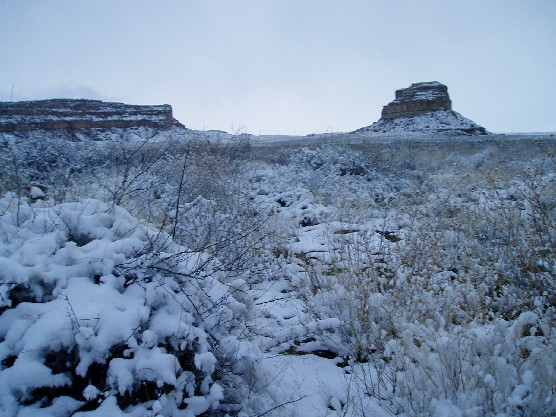
冬季のFajada Butte遺跡の景観。年平均3回か4回の吹雪がある。

非常に乾いた灌木地か砂漠に近いステップ、涸れた渓谷のような乾燥した土地は、年平均200ミリしか雨が降らない。一番多い時でも231.1ミリという記録である。チャコ・キャニオンは、南や西のほうにある山脈のふもとにある。そしてそれはいわゆる「雨の陰」といって山脈の風下側にあたり、著しく降水量が少ない地域にあたり、結果として湿り気も非常にすくなくなる。四季は一応存在し、7月から9月の間が最も降水量が多くなり、5月から6月ごろがもっとも乾燥する。チャコ・キャニオンの周囲にある山脈を登っていく豪雨をもたらす雨雲は夏と冬に標高の高い場所で雨を絞り切るかのように降らせるため、風下側あたるチャコ・キャニオンでは、雨が極端に少ないということになる。ときどき北回帰線周辺の熱帯性気候の範囲が北側にずれることがあり、数年間にわたって異常に降雨ガ少なくなる。
チャコ・キャニオンは、気温変化が激しく、氷点下39度から摂氏39度という60度を超える気温変化がある。チャコ・キャニオンで霜が降りない日は150日に満たない。この地方の気候はよく雨が降る年がある一方で極端な日照りで雨が降らないこともある。チャコ・キャニオンは南太平洋のエル・ニーニョ現象の影響をもろに受けて気候が極端に移りかわる。

## チャコ・キャニオンの遺跡群と調査史

アナサジ文化の遺跡分布図

考古学者は、サン・ファン盆地に最初に人が訪れたのは、古期の狩猟採集民であると考える。クローヴィス尖頭器をもつ移動性の狩猟民は紀元前1万年前後からかわるがわる南西部地方を訪れた。紀元前900年にアトラトル洞窟に人が住んでいたことが明らかになっている。チャコ・キャニオンに住んだ古期の人々の足跡は、そういった狩猟民の遺跡よりも少なくわずかしか確認されていない。紀元490年になると古期の人々の子孫は、いわゆるバスケットメーカーとしてチャコ・キャニオンで農耕を続け、シャービックエスチー（Shabik’eshchee）遺跡やそのほかの集落で竪穴建物に住んでいた。
バスケットメーカー文化の時代には、チャコ・キャニオンの人口はわずかであったが、紀元800年ごろからさらに発展し、集落が三日月状に造られ、4つから5つの居住用に用いられた部屋ごとに組み合わされるようにキヴァという半地下式の宗教的な儀式を行うための大きめな空間が設けられた。こういった構造はプエブロ文化の初期に見られる特徴である。850年代になると古代プエブロ人の人口は増えて、急速に居住範囲はひろがり、砂岩を用いたプエブロの集落をつくって集住していくようになる。このころのプエブロに住んだ人々をナバホ族によって借用されたユト語族の概念では、「古代の人々」ないし「敵の先祖」という意味の「アナサジ」という名で知られるようになる。
10世紀以降、チャコ・キャニオンの渓谷全体にわたるような規模のトルコ石の採取と交易がおこなわれるようになった。この時期に壮大なプエブロ・ボニートの最も古い部分が大きく湾曲する北壁沿いに50か所に及ぶ部屋がつくられた。
チャコ・キャニオンの特徴的な集住システムが崩壊し始めたのは、1140年頃からであった。おそらく1130年から始まる50年以上にわたる旱魃の影響と考えられる。はげしい旱魃を含め気候が不安定だった時期は、1250年から1450年の間にも訪れている。ほかの原因としては、掘削した小川の水が涸れたり、森林の伐採が挙げられる。たとえば建造物を建てるための木材は、西方80kmに位置するchuska山脈から運ばれていた。12世紀末にはチャコ・キャニオンの周縁にあった集落がなくなりはじめ、チャコ・キャニオンの中央部にある建物は良好な状態のまま放棄された。研究者たちは、考古学的な成果から、チャコ・キャニオンを築いたプエブロ族は、南方や東方や西方にあるリトル・コロラド川、リオ・プエルコ川、リオ・グランデ川沿いに移り住んだと考えている。
ユト・アステカ語族の流れをくむユト族やショショーニ族などヌミック語派の人々は、12世紀初めごろにコロラド高原に住むようになり、移動性の南アサバスカ語系のアパッチ、ナバホ族の人々が15世紀からチャコ・キャニオンにやってきた。この過程で、彼らはチャコ・キャニオンの生活習慣や農耕技術を習得した。ユト語族の集団は、さらにチャコ・キャニオンに頻繁におとづれ、狩猟や略奪をおこなった。近代のナバホ族の首長によっておさめられた社会は、チャコ・キャニオンの西側につくられ、Diné族として知られる多くのナバホ系の人々はその周囲に移り住んだ。17世紀にスペイン人が到着すると征服と反乱の時代になり、チャコ・キャニオンは、スペインの支配からのがれようとするプエブロ人とナバホ人の難民を吸収する場所となった。メキシコ、アメリカと引き続いてチャコ・キャニオンに住む住民たちに対して軍事行動が起こされてきた。
1832年にジョサイア・グレッグ (Josiah Gregg) がチャコ・キャニオンを訪れて史上最初の記録を残している。グレッグは、プエブロ・ボニートについて、砥石のようにきめの細かい砂岩で築かれていると記録している。1849年にアメリカ陸軍の地形測量士であるジェームズ・H・シンプソン中尉の指揮する分隊が通過した際にいくつかの遺跡を調査した。
それは、次の50年間にはだれも訪れることのないような非常に辺鄙な場所であった。1870年代にスミソニアン研究所の研究者が短期間の一般調査を行った。本格的な考古学的調査が始まったのは1896年のことでアメリカ自然史博物館のハイド (Hyde)調査隊によるものであった。ハイド調査隊は、プエブロ・ボニートの発掘調査を夏季の5回にわたって行った。そして60,000点にも及ぶ遺物をニューヨークにある館に送った。
1901年にハイド調査隊で働いていたリチャード・ウェザーリル (Richard Wetherill) は、プエブロ・ボニートを含む約652km2について払い下げて、自分の所有地としたいと政府に申請した。ウェザーリルの払い下げ要求を調査していた連邦調査官のサミュエル・J・ホルジンガーは、チャコ・キャニオンとその遺跡群、とくにシェトロ・ケトル (Chetro Ketl) の上にある古代の道路や階段、古代のダムや灌漑システムについて報告している。ホルジンガーの報告は公刊されることはなかったが、チャコ・キャニオンを保護するとともにそれを含めて国立公園をつくることを強く勧めるものであった。次の年、ニューメキシコ師範大学（後のニューメキシコ高原大学）の学長になったエドガー・リー・ヒューエット(Edgar Lee Hewett)は、多くの遺跡の図化を行った。ヒューエットらは、1906年のアメリカ合衆国ではじめての古文化財を保護する法律である連邦古遺物法 (the Federal Antiquities Act) の制定に貢献した。このことは結果としてウェザーリルのチャコ・キャニオンでの活動をとりまく論議の重大性を示すことになった。連邦古遺物法は、大統領が国定記念物を指定することができる権限も盛り込まれた。セオドア・ルーズベルト大統領は、1907年3月11日にチャコ・キャニオンを国定記念物にすることを布告した。
1949年、チャコ・キャニオン国定記念物は、ニューメキシコ大学から土地を譲り受けて範囲が拡大された。そのみかえりとしてニューメキシコ大学は、チャコ・キャニオンを学術的に調査する権利を確保した。1959年、アメリカ国立公園局は、見学者のためのビジターセンター、職員宿舎、宿営施設を整備した。国立公園局が管理する歴史的遺産としてチャコ・キャニオン国定記念物は、1966年10月15日にアメリカ国立登録史跡に指定された。1971年にロバート・リスター (Robert Lister) とジェームズ・ジャッジ (James Judge) は、国立公園局とニューメキシコ大の調査プロジェクトを結合する研究機関としてチャコセンターを設立した。多くの学際的な調査プロジェクトや考古学的な踏査、部分的な発掘調査がこの間行われた。チャコセンターによってチャコ・キャニオンの人々が築いた遺跡がさらに確認され、良好に整備された道路がチャコ・キャニオンの中央部から放射状に広がっていることが明らかにされた。プエブロ・アルトをはじめとして他の遺跡で行われた調査によってチャコ・キャニオンの文化とフォー・コーナーズ地域の学際的な位置づけが著しく高められることになった。
チャコ・キャニオンの遺跡にみられる豊富な文化財は、小さかった国立記念物を1980年12月19日に現在のチャコ文化国立歴史公園にまで拡張することになった。さらに53平方キロメートルの保護区域が加えられた。1987年にユネスコの世界遺産に登録された。公有地管理局とナバホ保留地にあるチャコ・キャニオン遺跡群をまもるために国立公園局は、チャコ文化考古遺跡保護プログラムを実施するための総合的な機関として位置づけられるようになった。国立公園局の主導でチャコ文化国立歴史公園内の2400か所の考古遺跡の存在が確認され保護されている。そのうち発掘調査が行われたのはごくわずかである。

## 歴史公園の運営

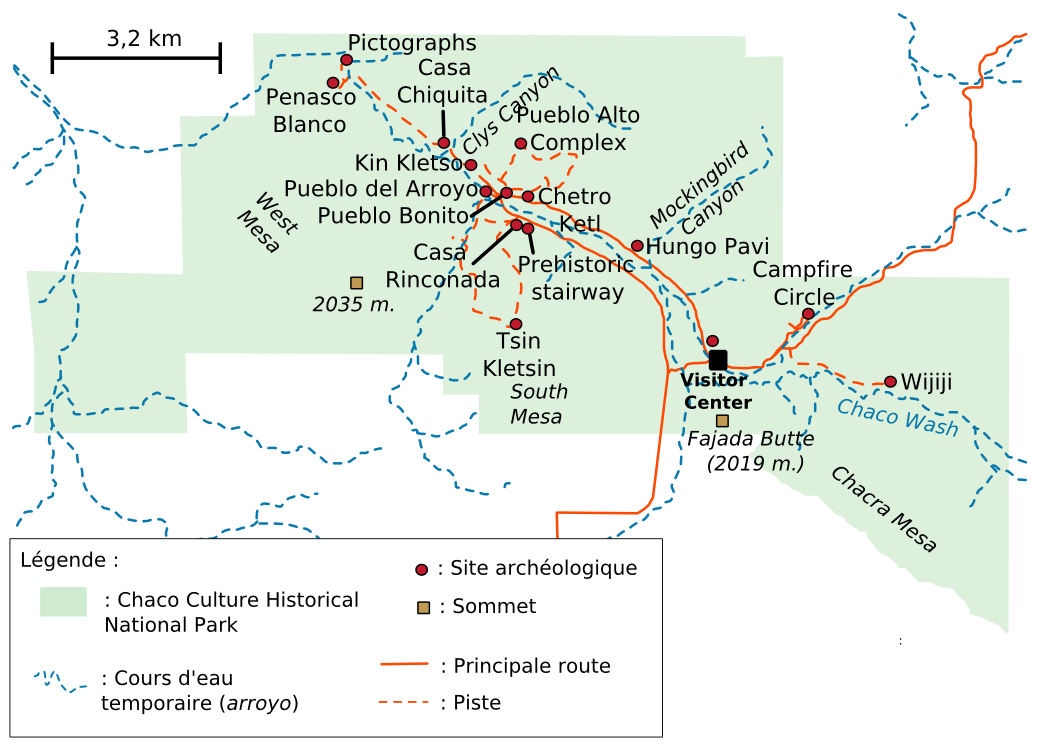
チャコ・キャニオンの遺跡分布図

チャコ文化国立歴史公園は、合衆国内務省の一部局である国立公園局によって管理されている。
1980年代には、遺跡公園内でかなり徹底的な発掘調査が行われた。複合的になっている遺跡の建造物の壁が部分的に撤去されたり、壊されたりして何千個体もの遺物が検出された。1981年には、破壊する行為にも似た発掘調査に変わる新しい研究法が採られるようになった。つまりリモート・センシングや先住民の口承伝承に基づく人類学的な研究や年輪年代学といった相対的ではあるが破壊しないで残すという方向性である。この傾向は、ナバホ、ホピ、プエブロなど先住民の代表者の意見を公園の経営に生かすために1991年にチャコ・アメリカ先住民諮問委員会が設立されたことにも反映されている。
公園の基本方針は遺跡を部分的に発掘調査して復元することであるがその権限をもっている。発掘調査された遺跡はBack fillingといって再び砂をつかって埋め戻される。そのほかには「チャコの夜空を守るプログラム」と呼ばれるもので、公園内の夜の暗闇を明るすぎる照明による「光害」「汚染」をとりのぞいて維持しようとする試みである。このプログラムは、1998年に落成されたチャコ天文台を使った天体観測のプログラムであって14,000人がそのために訪れた。
しかしながらチャコ・キャニオンの遺跡は、公園外部の開発によって脅かされている。一例としてサン・ファン盆地の連邦の公有地を石炭の採掘のために貸そうという提案が1983年からなされている。公園のすぐ隣には、豊富な石炭を埋蔵している炭鉱があって古代のチャコ人の道路網をおびやかすように露出している。1年以上にわたるチャコ道路調査プロジェクトでチャコ・キャニオンの人々が用いた道路が明らかになり炭鉱の採掘から保護するための措置が取られた。

## 遺跡
チャコ・キャニオンには、渓谷の底の部分に沿って14kmにわたり遺跡が分布している。月が昇る場所と月が沈む場所が18.6年の周期で変化する位置にあわせて壁が造られた建物がある。9ヶ所のグレート・ハウスは、チャコ・キャニオンの乾燥した渓谷の北端の巨大な砂岩でできたメサのふもとに位置する。他のグレート・ハウスは、メサの頂点か渓谷の近くないし流域に位置する。14ヶ所のグレート・ハウスが確認されていってチャコ・キャニオンに関しては、後述するように地理的に分類できる。

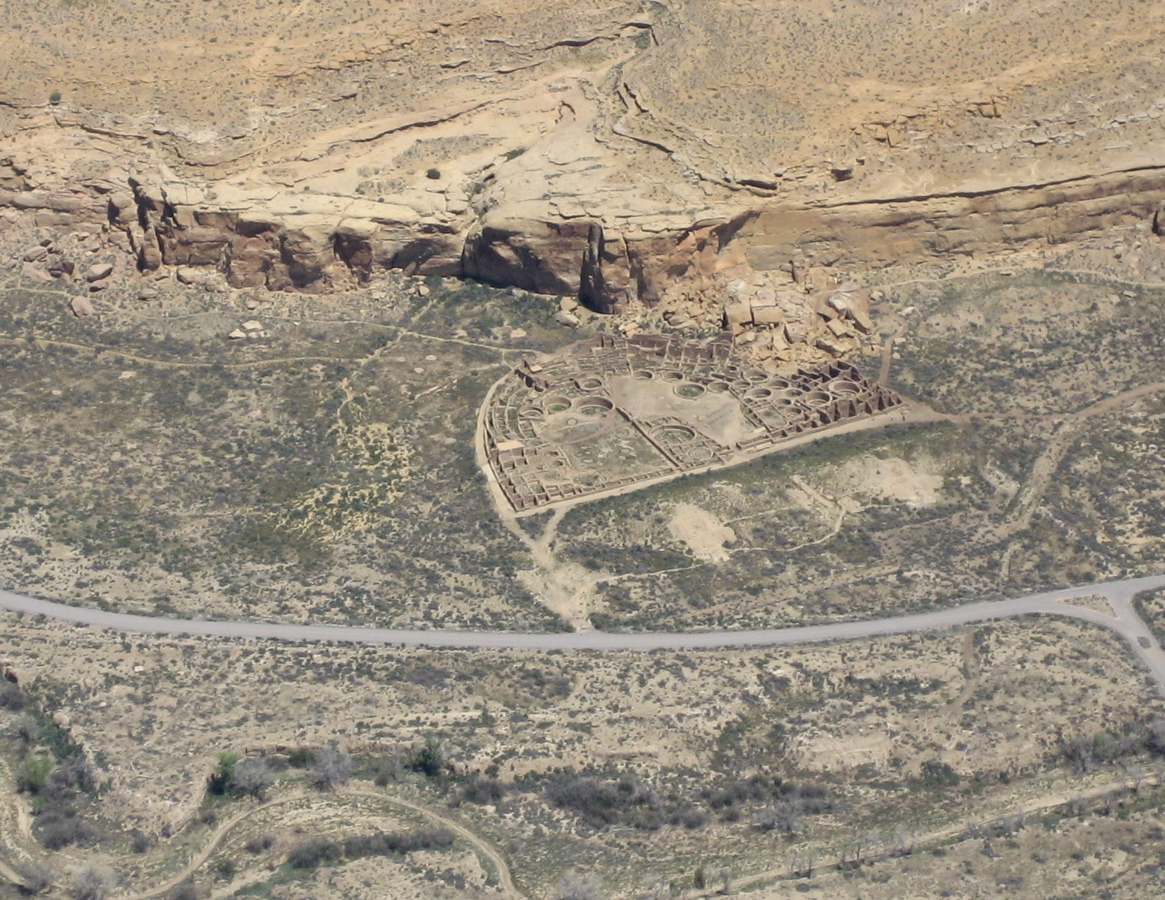
上空からみたプエブロ・ボニート

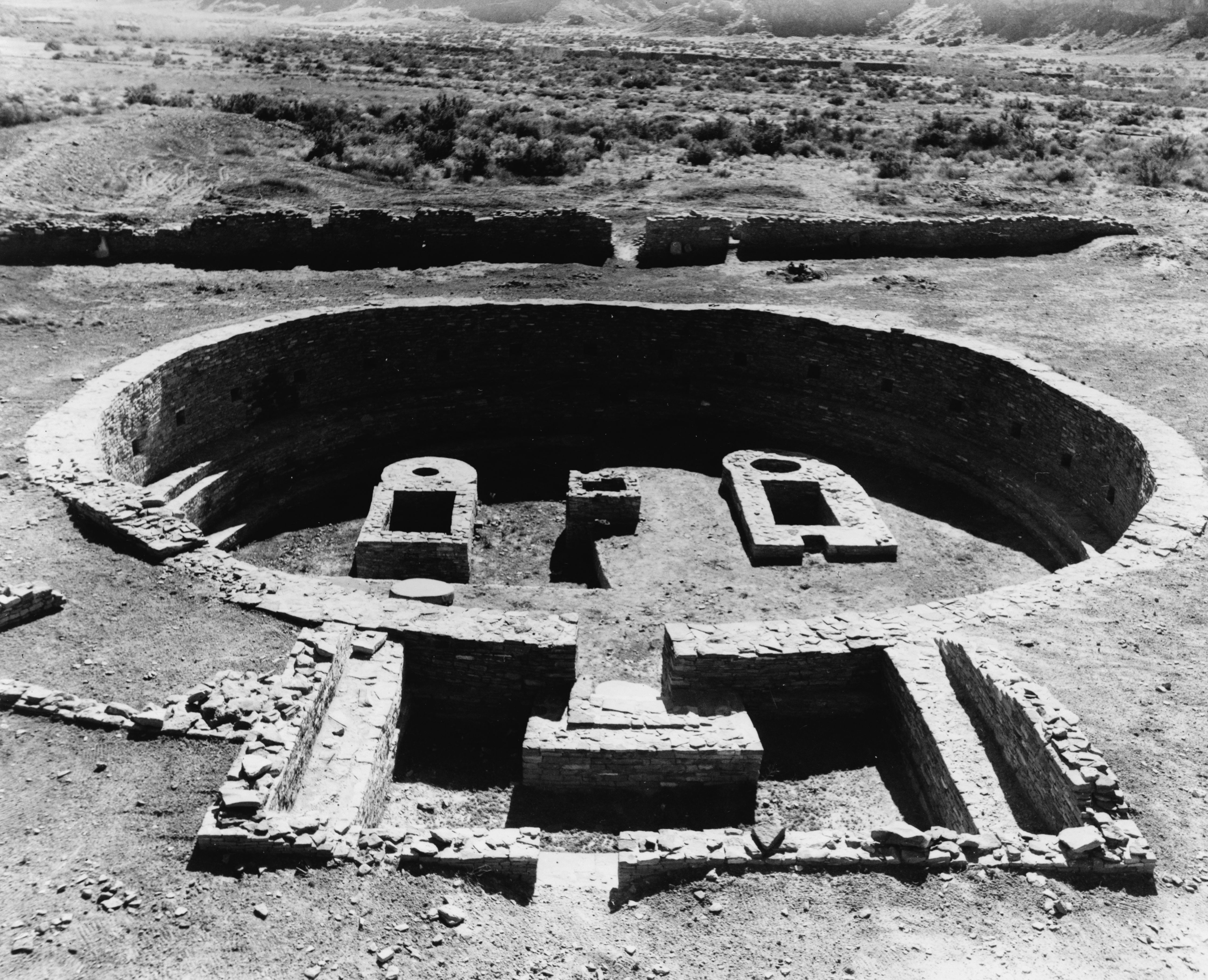
プエブロ・デル・アロヨのキヴァ

チャコ・キャニオンの中央部には最大級の構築物がある。最も研究が進んでいる遺跡にプエブロ・ボニート（Pueblo Bonito、美しい村）がある。8,000m2にわたる面積を持ち少なくとも650の部屋をもっている。プエブロ・ボニートは、グレート・ハウスのなかで最大のものである。プエブロ・ボニートの一部には4階建てになっている部分があり、壁の芯の部分と表層部を美しく石積みで仕上げた建物や複数階にわたるような構築物を造るには、厚さ1mに達するような分厚い壁の石積みが必要であった。プエブロ・ボニートは、大小36のキヴァをもち、南北方向に走る壁によって二つに区分される。大キヴァは、チャコ・キャニオンにある多くのグレート・ハウスと呼ばれる遺跡では、そのような壁のどちらか一方の端に設けられている。プエブロ・ボニートは完成した時点で、ローマのコロッセウムと大体同じくらいの大きさであった。
プエブロ・ボニートの近くにあるプエブロ・デル・アロヨ (Pueblo del Arroyo) は、1050年から1075年の間に造られ12世紀初頭に完成した。プエブロ・デル・アロヨは、プエブロ・ボニートのある流域の出口の南渓谷と呼ばれる場所にある。
シェトロ・ケートル (Chetro Ketl) は、プエブロ・ボニートの近くに位置し、他の集落遺跡にみられるように典型的なDの字形をしている。しかし大きさはやや小さい。1020年から1050年の間に建設され一つの大キヴァに対し450から550の部屋で構成されている。研究者たちは、シェトロ・ケートルだけでも1時間あたり29,135人の労力を要したと考えている。Hewettは、5,000本の木と50万個の石のブロックを建設に要したと考える。
キン・クレッツオ（Kin Kletso、黄色の家）はプエブロ・ボニートから西へ0.8kmの場所に位置する中規模の集落である。キン・クレッツオには、北方のサン・ファン盆地から来た人々が建設して住みついた可能性が強い。キン・クレッツオの長方形の形と集落の規模は、プエブロIII期の様式や変形というよりもプエブロII期の文化の担い手たちとの関係がうかがわれる。キン・クレッツオは、55の部屋と地表面を床面にしているキヴァないし宗教的な中心施設として使われたと思われる二階建ての円柱形の塔がみられる。黒曜石を加工した工房跡がこの集落遺跡の近くから発見されている。キン・クレッツオは、1125年から1130年の間に建設された。
プエブロ・アルト (Pueblo Alto) はチャコ・キャニオンの中央部に位置し、89の部屋をもつグレート・ハウスのひとつであってプエブロ・ボニートから1kmのメサの頂上に築かれた。広々とした立派な建物をたてる建築ブームがキャコ・キャニオン全体に普及し始めた1020年から1050年の間に建設活動が始まった。プエブロ・アルトの位置は、サン・ファン盆地のどこに住民が住んでいるかを見渡せる場所で、渓谷の反対側にあるツィン・クレツィンから北方3.7kmの位置である。
ツィン・クレツィン (Tsin Kletsin) は、Chacra Mesaの上に築かれ、カサ・リンコナーダの上流、プエブロ・アルトから南方3.7kmに位置する。ツィン・クレツィンは、ツィン・クレツィンの人々が生活するための水を供給してきたと考えられる壮大な土木構築物であるWeritosダムの近くに位置する。Weritosダムは豪雨によってもたらされた伏流水を貯めておく貯水池として用いられた。もし突然の洪水があれば膨大な量の水路が造られていき、ツィン・クレツィンの住民はダムを造り直し、その際に把握しうる範囲をさらってダムにせざるをえなかったであろう。
ここはチャコ・キャニオンの全ての集落の発展に影響を及ぼしたビーズやトルコ石製品をつくる工房がある集落である。チャートを材料とする道具の加工もおこなわれていた。考古学者のトム・ウィンデスが指揮する調査結果からツィン・クレツィンには、わずか5つから20くらいまでの一握りの家族しか住んでいなかったと推察される。このことは、プエブロ・アルトも第一義的に人が住むために建設されたものではないことを示しているのかもしれない。
他のグレート・ハウスと呼ばれるものとしてはヌエボ・アルト(Nuevo Alto) が挙げられる。ヌエボ・アルトは、プエブロ・アルトの北方にあるメサの上に建設された。ヌエボ・アルトはチャコ・キャニオンでの人口が減少してきた時期に当たる1100年代の後半に建設された。
チャコ・キャニオンの北限に当たる場所には、チャコ・キャニオン中央部とは別のグレート・ハウス群がある。そのうち最大のものは、カサ・チキータ（Casa Chiquita、小さい家）であって、雨が豊富に降った湿潤期にあたる1080年ごろに建設された集落である。カサ・チキータの構造は小さく正方形の断面である。さらには、中庭部分がなく以前に造られたキヴァを分割している様子がうかがわれる。渓谷の中央部地域のものよりも大きく正方形に近い石塊を用いて石積みがなされている。キヴァは北方のメサ・ヴェルデ伝統に似た形に設計されている。
渓谷を3.2km下流へ行くとペニャスコ・ブランコ (Peñasco Blanco) というチャコ・キャニオンの渓谷を見下ろす南岸の先端部分に弧状に築かれた構築物が造られた。時期的には900年から1125年の間であり5期に区分される。ペニャスコ・ブランコは壁画で知られ、1054年7月5日に観測されたかに星雲の超新星爆発の光景を記録したかもしれないと考えられている。

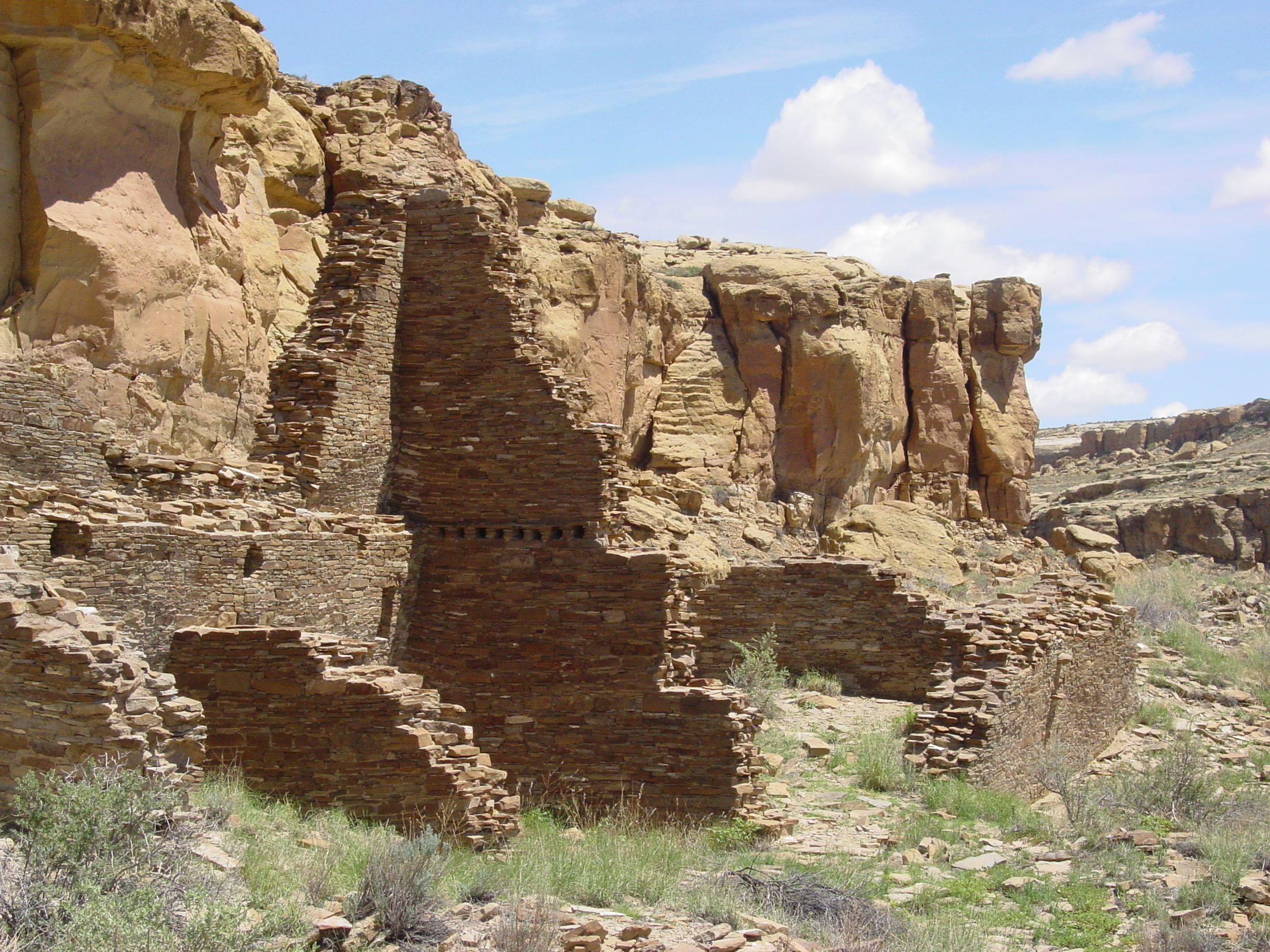
チャコ・キャニオンの中央部付近に位置するフンゴ・パヴィの遺跡。遺跡から外へ出るための階段。

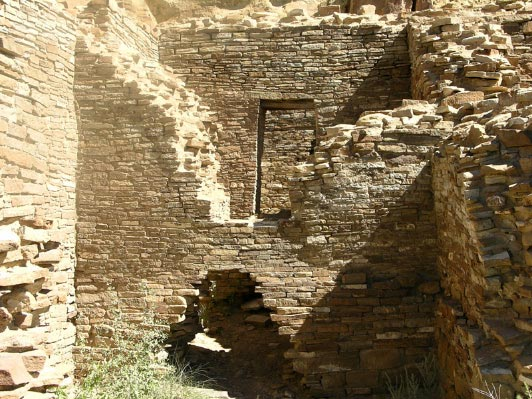
ウィジジの内部。チャコ・キャニオンでも奥まった位置にAD 1100年から1150年のあいだごろに建設された。

フンゴ・パヴィ (Hungo Pavi) は、ウナ・ヴィーダの北方2kmの位置にあり、周囲266mの規模をもつ。最初の調査によってフンゴ・パヴィの建物は4階建てで一ヶ所円形のおおきなキヴァを持ち地表に72ヶ所の部屋が造られたことが分かった。9世紀ないし10世紀ごろ建設されたと思われる。
キン・ナハスバス（Kin Nahasbas）は、北のグレート・ハウス群に属する主な遺跡のひとつである。ウナ・ヴィーダのわずか北方にあり、北側にはメサがあってその麓に位置する。部分的に発掘調査がなされた。
チャコ・キャニオンの奥のほうへ行くと900年前後から造られ始めた最も古い三つのグレート・ハウス群のうちひとつのウナ・ヴィーダ (:en:Una Vida|Una Vida) がある。ウナ・ヴィーダは、同時代に構築された遺跡であるペニャスコ・ブランコやプエブロ・ボニートのように弧状ないしD字状のプランをしているものに分類できる。しかし、ウナ・ヴィーダは、構造的に「犬の足」と呼ばれる独特なものが必要だったことが特筆される。
ウィジジ（Wijiji, アカザ科の低木、グリースウッド（油脂を持つ木）にちなんでこう呼ばれる）は、グレート・ハウスの中では最も小さく、100くらいの部屋で構成される。1110年から1115年の間に建設された。ウィジジは、隣にあるグレート・ハウスであるウナ・ヴィーダから2kmの位置にありチャコ・キャニオンでも最も奥まった部分に孤立的に建設された。
カサ・リンコナーダは、大キヴァを持ち他のチャコ・キャニオンの遺跡からは独立した存在になっている。また立地としては、Chacra Mesaの頂点へ向かう急な階段につながるチャコ文化の道路の近くにあるとともにチャコ・キャニオンの南端部分にも位置している。キヴァは独立していてキヴァを支える人々の住む場所や構築物を伴っているわけではない。キヴァには地下のキヴァから地上より高いところへ行く12mの通路があった。
チャコ・キャニオンから直線的に北上するとサーモン遺跡やアズテック遺跡にみられるような集落がある。そういった集落は、1100年ごろから始まる湿潤期の30年の間に建てられた。チャコ・キャニオンの100km南方には主要交易路であるグレート・サウス・ロードに沿って別の集落群が位置している。そのうち、もっとも大きなものは、Kin Nizhoniであり、湿地帯のような場所のかなにある標高2,100mのメサの頂上に築かれた。

## 廃墟

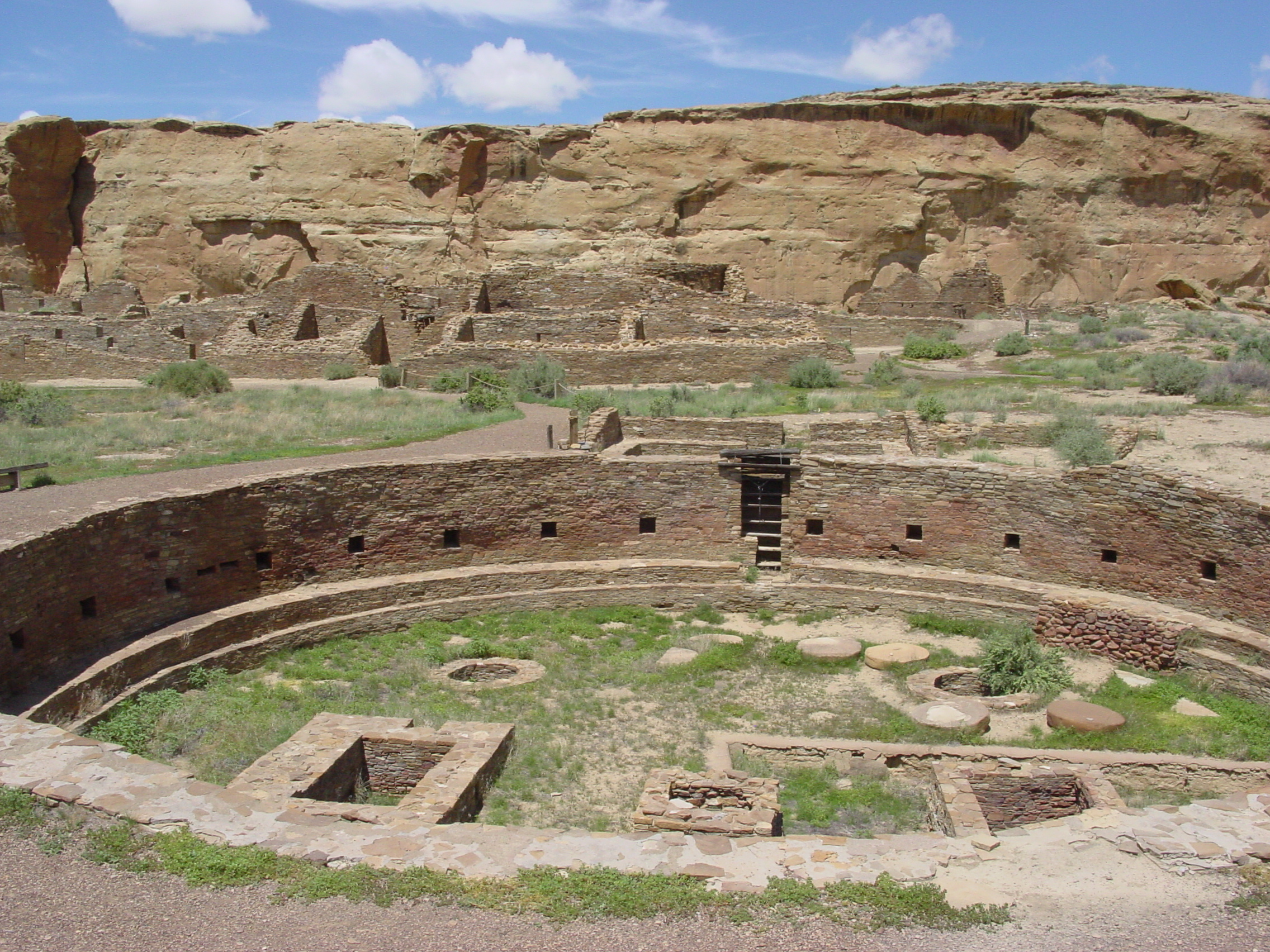
シェトロ・ケトルの大キヴァ

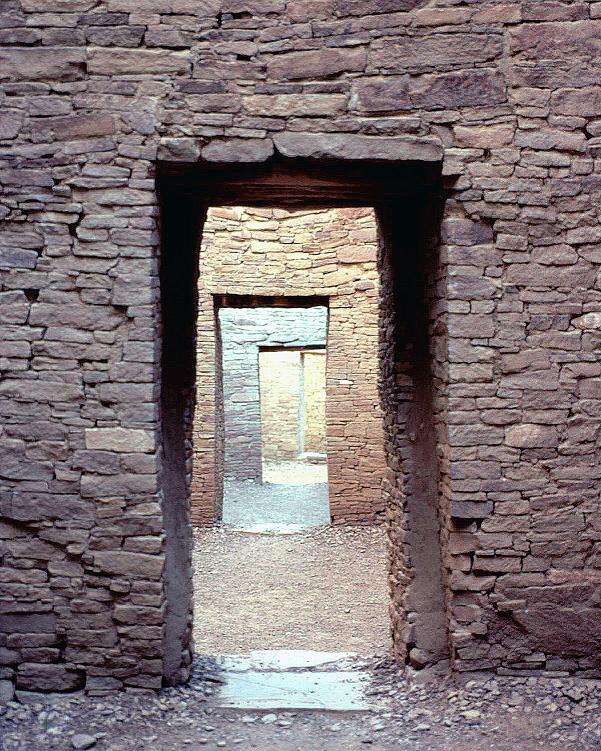
プエブロ・ボニートの内部へはいっていくための通路

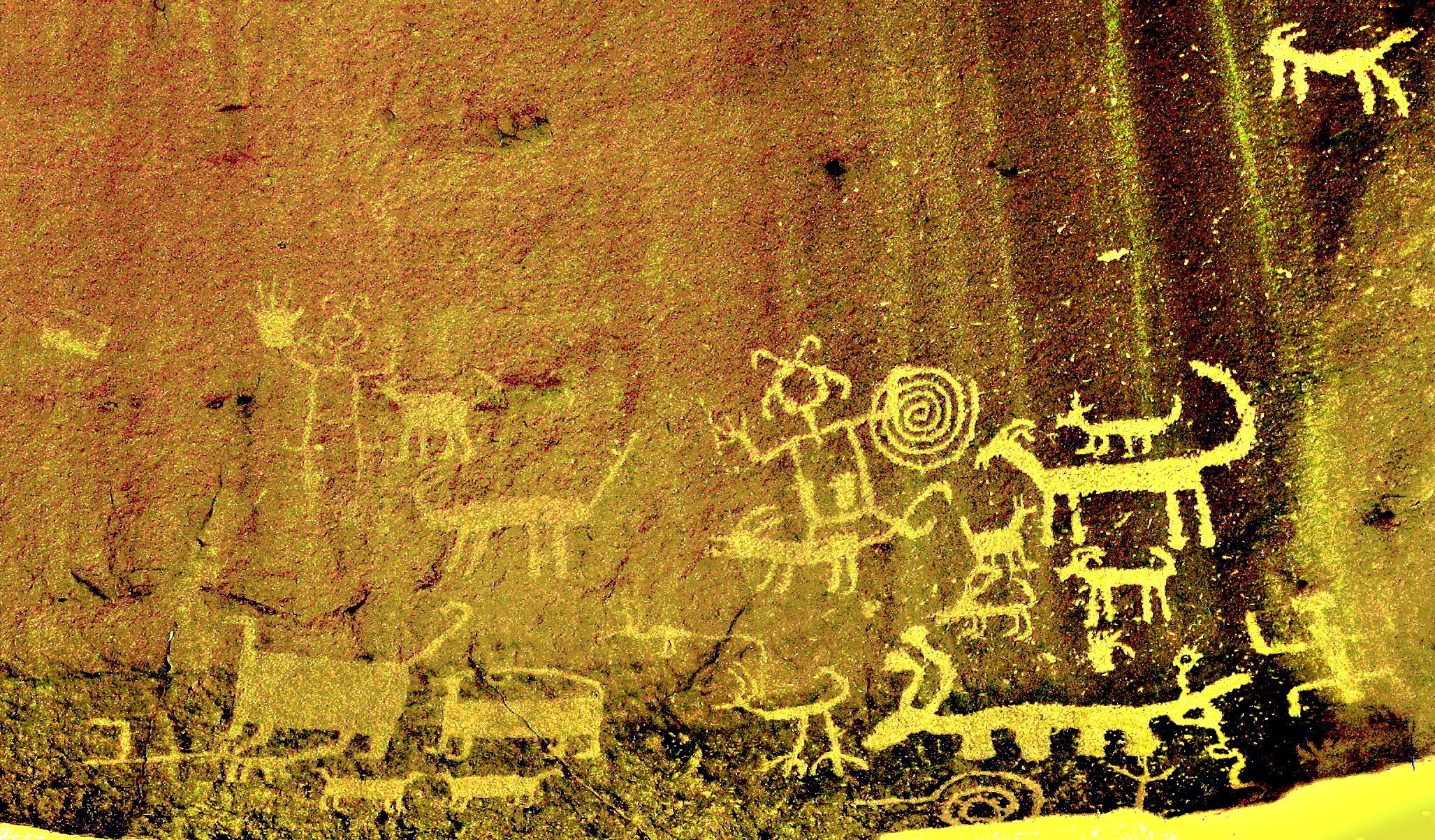
ウナ・ヴィーダにある岩絵。
----
多くの人々の手によって書き直されたりしているのがうかがわれる。—左中央には「吠えている犬」が二つの長方形の犬の上に描かれる。中央左には、「手」、中央部の長方形の体の内部には「足」が描かれ、典型的なプエブロ族の岩絵といえる。

グレート・ハウスは、チャコ・キャニオンの建築物や信仰をよく表している祭祀センターであった。グレート・ハウスの形は、何世紀もの時間をかけて発展していったにもかかわらず、幾つかの主要な特徴は、変わらずに保たれてきた。特筆すべきなのはグレート・ハウスは、周囲で弧状になって高く張り出す構造があるということである。チャコ・キャニオンの遺跡は平均して200以上の部屋で構成されるが、なかには700に達する部屋をもつものがある。それぞれの部屋は、丈夫に造られており、アナサジ期に先行する時期に建てられたものは高い壁をもっている。チャコ・キャニオンの遺跡はよく設計されており、大部分ないし外側の袖になる円弧状の部分は、段々に造られていったというより一気に建設されている。チャコ・キャニオンの家は一般的に南向きになっており密封された部屋ないし高い壁に囲まれた中庭(プラザ)部分をもっている。複数階に及ぶ構築物はたいてい4階か5階建ての高さで建てられており、一階にある部屋は直接プラザに面している。各階層の部屋の集まりは段々状に積み重ねられ、プエブロの後ろの部分が最も高くなっている。部屋はしばしば一つの組み合わせになっており、正面の部屋は後ろの貯蔵用に用いられたと思われる部屋よりも大きくなっている。
キヴァとして知られる儀礼的な空間はプエブロにある部屋の数に比例して造られている。平均すると小さなキヴァは、29の部屋につき一つ造られ、その大きさは、直径3.5mから6.6mくらいである。
小さなキヴァを造る分の部屋の集まりの9つ分ごとに一つの特大サイズのグレート・キヴァが造られる。グレート・キヴァには直径22mに達するものもみられる。チャコ・キャニオンにみられるすべてのキヴァは、入口に向かう通路と入口の上に楣石（リンテル）があるといった建築的な特徴がある。
建物の壁の種類に単純さや複雑さがみられるものの、一義的にはグレート・ハウスの壁は芯の部分と表面のきれいに仕上げられた部分とで構成されている。壁同士の隙間の部分には荒石が充填される。荒石は建物の壁の芯の部分でも使われている。建物の壁は小さな砂岩のかけらを土で塗り込めた薄い層で覆われている。壁の表面に使われた石で特徴的な文様が作られることがある。全ての壁について考えてみるとチャコ・キャニオンの建物には、113kmも離れた山地から人力で20万本を超えるような多量の針葉樹の木材が必要とされたと考えられる。
大規模でかつ細部まで精密に設計されているような遺跡は、チャコ・キャニオンでは、1030年前後になってから初めて出現する。チャコ・キャニオンの人々は、天体の動きや幾何学的な配列、建物の外観を意識するとともに独特な公共建築物で構成される古代の都市を造りあげていた。研究者はチャコ・キャニオンにある遺跡は相対的に少ない人口しかなく一定の年ごとに行われる行事とか儀礼のために一時的により大きな集団が集まることによってできたと考えている。つまり、10000人くらいがくらせる施設があったが、実際に常時暮らしていたのは2000人ほどで、そういった特別な行事や儀式が行われるときに用いられた宿泊施設であった。より小さな遺跡は、明らかに居住性に関して特徴がありチャコ・キャニオンの中や周囲にあるグレート・ハウスの近くに散在している。チャコ・キャニオン自体は白道に沿っており、チャコ・キャニオンの集落の位置は天文学的な意味からその配置が考えられたと思われる。もしそうでないとしたら、チャコ・キャニオンにあるいくつかの重要な建物の配列の意味が解明しやすくなる。この時期前後に広義のプエブロ人の先祖であるアナサジの社会では人口の増加と建設活動が盛んになった。10世紀を通じてチャコ・キャニオンの建築技術は、周辺地域に徐々に伝播していった。1115年までにチャコ・キャニオンの建築的特徴をもった集落がサン・ファン盆地に65,000km2にわたって少なくとも70ヶ所つくられた。研究者の中にはそういった集落にみられる建物の機能について本来のグレート・ハウスといっていいくらい大きなものがあることを議論している。グレート・ハウスを思わせるいくつかの建物は、農村社会を超える段階のものであって、交易をおこなう場所か祭祀センターのような機能をもっていたのかもしれない。

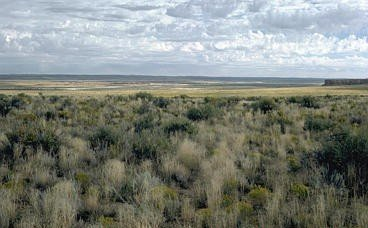
900年から1000年ごろの古代アナサジの4つの道路は、すべてチャコ・キャニオンに通じるようになっていた。

チャコ・キャニオンの周辺168,000km2に分布している30ヶ所の遺跡はチャコ・キャニオンの中心部や他の集落と6ヶ所のチャコ道路網で互いに結び付いている。97kmにわたって直線に近いチャコ道路システムがあるようにチャコ道路システムは測量がおこなわれ、精緻に設計されて造られたと思われる。チャコ道路システムの特徴は、9m近い幅でカリーチという岩塩を含んだ沖積層を潰して路床にしているという特徴がみられる。土を突き固めた法面や石を用いて、どきおり低い壁が造られ、それが道路の境界になっている。チャコ道路網は、必要に応じて急斜面に石の階段や岩の斜面をスロープにした通路を築いて崖などの多くの障害物を迂回してつくられる。チャコ道路網のすべての機能は、現在わからない部分があるにもかかわらず考古学者であるHarold S.Gladwinは、ナバホが信じている言い伝えによるとアナサジは遠方から材木を運ぶのに道路を用いたといい、考古学者のNeil Juddもそれとよく似た仮説を提唱している。

## ギャラリー

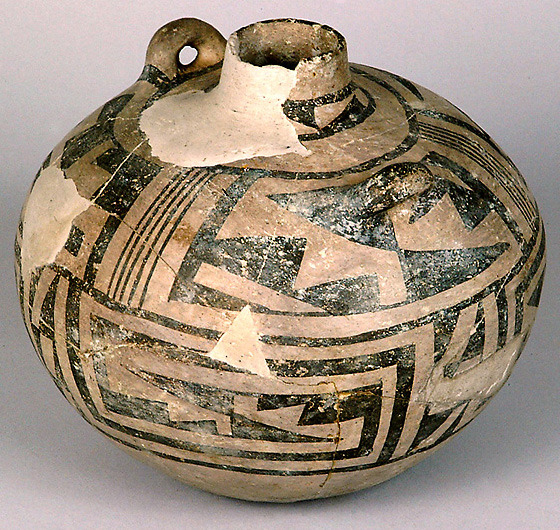
チャコ・キャニオンの遺跡群より出土した供膳用の土器
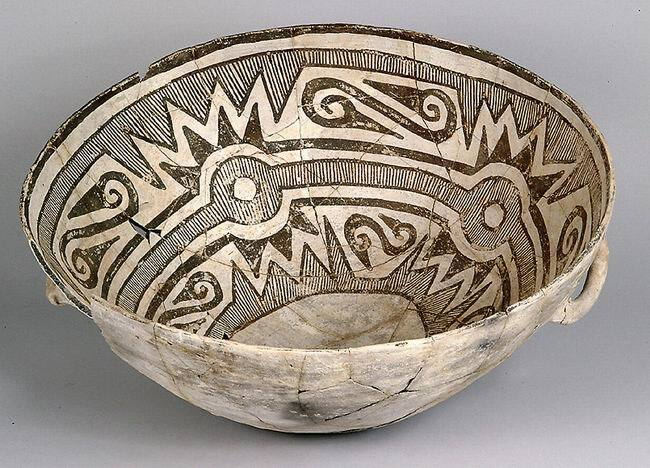
プエブロ・デル・アロヨ出土の土器。1030年から 1200年ごろに位置づけられる。
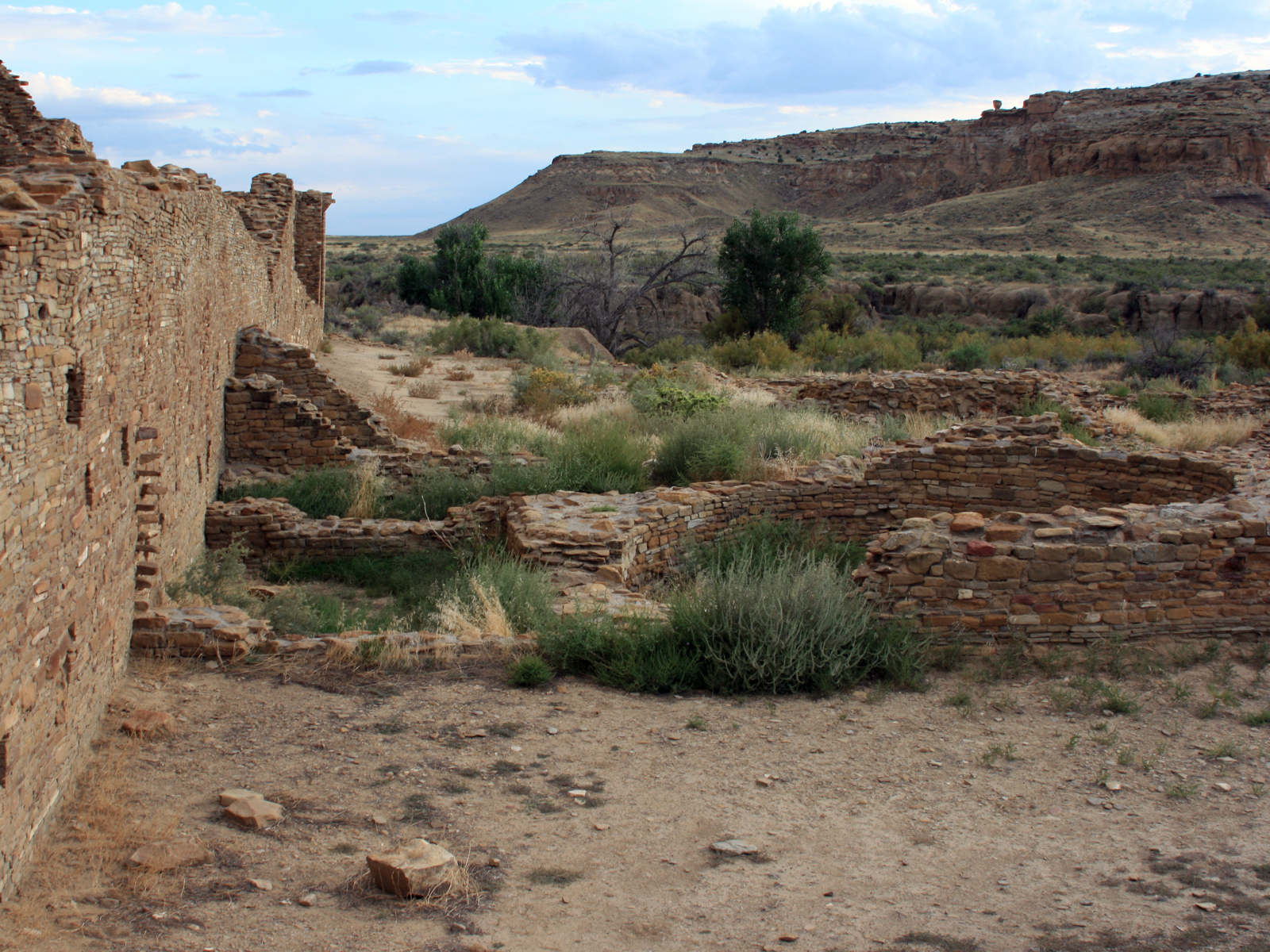
チャコ・キャニオンのグレート・ハウスの一つ、カサ・リンコナーダ遺跡の建物外壁の一部。

## 世界遺産
1987年に世界遺産に登録された。登録当初の名称は「チャコ文化国立歴史公園」（Chaco Culture National Historical Park / Le parc historique national de Chaco）だったが、2006年に「チャコ文化」に変更された。

### 登録基準
この世界遺産は世界遺産登録基準のうち、以下の条件を満たし、登録された（以下の基準は世界遺産センター公表の登録基準からの翻訳、引用である）。
- (3) 現存するまたは消滅した文化的伝統または文明の、唯一のまたは少なくとも稀な証拠。